# 北京地铁7号线
北京地铁7号线连接中国北京市丰台区北京西站至通州区环球度假区站，横贯北京南城地区，是北京地铁的一条东西向地铁线路，全长40.3公里，共设30座车站，2014年12月28日投入运营，标识色为 Pantone 1355C 。
7号线一期工程主要沿两广路地下布置，西起丰台区的北京西站，东至朝阳区的焦化厂站，一期全长23.7公里，共设21座车站，于2010年开工，2014年12月28日通车试运营；东延段全长16.6公里，自焦化厂站起，横贯通州区东南部的万盛、群芳、高楼金片区，终到环球度假区站，共设9座车站，于2015年底开工建设，2019年12月28日通车。

## 线路

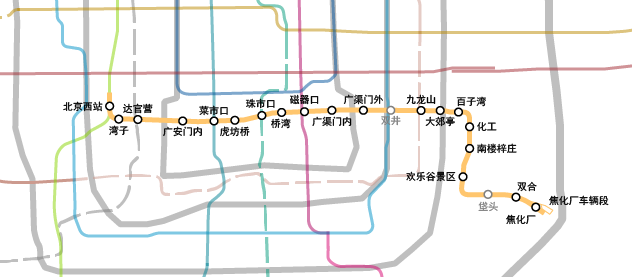
北京地铁7号线一期开通初期线路图，按比例绘制。

### 一期
7号线一期西起西三环内的北京西站，向南离开北京西站后转向东，沿广安门外大街、广安门内大街、骡马市大街、珠市口西大街、珠市口东大街、广渠门内大街、广渠门外大街、广渠路一路向东，穿过东西二环、东三环、东四环后转向南，沿规划化二东侧路、垡头西路、小武基路向南，在北京欢乐谷东南侧再转向东，沿垡头南路向东，过丰双铁路后转向东南，并在北京焦化厂原址内设置焦化厂车辆段。7号线一期全长23.7公里，共设21座车站。

### 二期
7号线二期（东延段）自焦化厂站起，穿过东五环和京哈高速，沿万通路、四合庄东路、万盛南街、群芳南街一路向东，在张采路附近设置张家湾车辆段，然后转向西南到花庄站，与八通线紧靠东六环并行至环球度假区站。7号线二期东延段全长16.6公里，共设9座车站。

### 三期
7号线三期（北延段）将由北京西站继续向西北延长至万寿寺站，延长段全长6.4公里，设有军事博物馆（与1号线、9号线换乘）、航天桥（与未来规划3号线二期换乘）、花园桥（与6号线换乘）、万寿寺（与16号线换乘）共4座车站。

## 历史
7号线于1983年首次进入北京地铁线网规划，由1973年线网规划中的6号线拆分而成。1973年规划的6号线为经过朝阜大街和两广路的两条东西向线路在东西两端相连，并从西南角莲花池（规划北京铁路西客站选址）延伸至丰台镇的“q”字形线路；分拆后7号线继承了其中经过两广路和西南连接丰台镇的线路。
北京西站选址方案确定东移避开莲花池之后，地铁为了保证接驳修改了线网规划方案，7号线由两广路来，转向北接入北京西站，而原7号线由莲花池向西南丰台镇方向和6号线由莲花池向北的线路则组合成新的9号线。1990年代初北京西站建设时，在地下为地铁7、9号线预先建设了车站、折返线和部分区间。在1993年版线网规划中，7号线线路确定为自北京西站起东西向穿过南城地区至东南部垡头边缘集团的线路。
此后虽然7号线线路大致走向确定，但具体线位站点仍然变化了多次。在10号线一期建设时，7号线东段二环外沿劲松路－南磨房路布置，与10号线在劲松站预留节点换乘，而实际上到线路最终确定时，这一段线路北移到了广渠路地下，与10号线改为在双井站换乘；但由于10号线一期车站设计标准较低，双井站又没有按照换乘站设计，空间过窄狭小，无法容纳7号线带来的大量换乘客流，最终造成了线路建成5年后双井站才得以通过改造换乘大厅的方式启用。
2009年12月，7号线大郊亭站至百子湾站间的线路配合广渠路延长线施工开工建设。2010年，在东西二环内的车站设置又突然发生了变化，由于个别站点距离太近，原设置西二环内的广安门站和牛街站被取消，改为在两站中间位置建设广安门内站；原东二环内设置的幸福大街站和夕照寺站同样被取消，改为中间位置建设广渠门内站。2013年，垡头地区的规划进行了调整，居住人数和就业岗位都大幅增加，因此，7号线由原来的6节编组预留增加至8节编组条件，改为直接使用8节编组开通。
2014年12月28日，经过5年的建设，7号线全线开通。7号线双井站由于10号线客流过大而无法承受换乘客流则只能不停靠通过；至于垡头站限于出入口征地拆迁问题，出入口数量过少，不能满足消防疏散条件，因此亦无法开通。2018年12月30日，垡頭站正式開通。2019年12月28日，7号线双井站则跟随7号线东延段同步正式開通。
2014年初，北京新披露了两条跨座式单轨线路的计划，并拟在2014年底开工建设。其中的东四环线自东四环北端出发，沿四环向南至四方桥转向东，连接市区与东六环内、通州新城南部拟建的环球影城项目。但由于运量偏低、环境影响评价无法通过等原因，东四环线最终搁浅。线路搁浅后，规划部门转而将7号线东延，以替代东四环线连接市区与环球影城的功能。东延线于2019年12月28日开通（环球度假区站则于2021年8月26日开通）。
2022年1月11日，7号线三期被列为《北京市轨道交通第三期建设规划（2022-2027年）》的10个建设项目之一。
2022年5月1日，受本土疫情影响，环球度假区暂停对外开放，环球度假区站暂时封闭，7号线与1号线八通线列车在花庄站清客后，空驶至该站折返。
2022年5月4日，因疫情影响，黑庄户、郎辛庄、黄厂、焦化厂、双合、垡头、欢乐谷景区、南楼梓庄、化工、百子湾、大郊亭、九龙山、双井、广渠门外站暂时封闭，双井站、九龙山站保留正常换乘功能，其余车站通过不停车。
2022年5月29日，广渠门外站、双井站、九龙山站、大郊亭站、南楼梓庄站、欢乐谷景区站、垡头站、双合站、焦化厂站、黄厂站、郎辛庄站、黑庄户站恢复运营，重新开放所有出入口。
2022年6月1日，环球度假区站恢复运营。
2022年6月3日，根据疫情防控要求，百子湾站、化工站恢复运营。
2022年7月8日，《北京市轨道交通第三期建设规划（2022-2027年）》环境影响评价第二次公示发布，7号线三期（北延）被列为其中的11个建设项目之一。7号线三期（北延）南起北京西站，北至万寿寺站，线路全长6.4公里，设站4座。
2024年4月2日，7号线三期工程设计招标计划发布，该计划中的三期线路全长约6.4公里，设站4座，与此前第三期规划环评中的计划相同。同年7月8日，招标公告发布。

## 车站
| 分期 | 站名[1]    | 里程 （米） | 站间距 （米） | 换乘[2]                                | 行政区        | 开通日期       | 站台设计       | 开门方向 |
| --- | ---------- | ----------- | ------------- | -------------------------------------- | ------------- | -------------- | -------------- | -------- |
| 三期 | 萬壽寺     |             |               | 16号线                                 | 海淀区        | 招標中         | 地下           |          |
| 三期 | 花園橋     |             |               | 6号线                                  | 海淀区        | 招標中         | 地下           |          |
| 三期 | 航天橋     |             |               | 3号线                                  | 海淀区        | 招標中         | 地下           |          |
| 三期 | 軍事博物館 |             |               | 1号线 9号线 房山线（跨线车）           | 海淀区        | 招標中         | 地下           |          |
| 一期 | 北京西站   | 0           | 0             | 9号线 11号线 房山线（跨线车） 北京西站 | 丰台区        | 2014年12月28日 | 地下双岛式站台 | 右侧     |
| 一期 | 湾子       | 935         | 935           | 不適用                                 | 西城区        | 2014年12月28日 | 地下侧式站台   | 右侧     |
| 一期 | 达官营     | 1669        | 734           | 16号线                                 | 西城区        | 2014年12月28日 | 地下岛式站台   | 左侧     |
| 一期 | 广安门内   | 3543        | 1874          | 19号线牛街站[虚] 25号线廣安門站[虚]    | 西城区        | 2014年12月28日 | 地下岛式站台   | 左侧     |
| 一期 | 菜市口     | 4917        | 1374          | 4号线                                  | 西城区        | 2014年12月28日 | 地下岛式站台   | 左侧     |
| 一期 | 虎坊桥     | 5802        | 885           | 不適用                                 | 西城区        | 2014年12月28日 | 地下岛式站台   | 左侧     |
| 一期 | 珠市口     | 7007        | 1205          | 8号线                                  | 东城区 西城区 | 2014年12月28日 | 地下岛式站台   | 左侧     |
| 一期 | 桥湾       | 7876        | 869           | 不適用                                 | 东城区        | 2014年12月28日 | 地下岛式站台   | 左侧     |
| 一期 | 磁器口     | 8892        | 1016          | 5号线                                  | 东城区        | 2014年12月28日 | 地下岛式站台   | 左侧     |
| 一期 | 广渠门内   | 10030       | 1138          | 不適用                                 | 东城区        | 2014年12月28日 | 地下岛式站台   | 左侧     |
| 一期 | 广渠门外   | 11362       | 1332          | 17号线                                 | 东城区 朝阳区 | 2014年12月28日 | 地下岛式站台   | 左侧     |
| 一期 | 双井       | 12603       | 1241          | 10号线                                 | 朝阳区        | 2019年12月28日 | 地下岛式站台   | 左侧     |
| 一期 | 九龙山     | 13914       | 1311          | 14号线                                 | 朝阳区        | 2014年12月28日 | 地下岛式站台   | 左侧     |
| 一期 | 大郊亭     | 14695       | 781           | 28号线                                 | 朝阳区        | 2014年12月28日 | 地下岛式站台   | 左侧     |
| 一期 | 百子湾     | 15560       | 865           | 不適用                                 | 朝阳区        | 2014年12月28日 | 地下岛式站台   | 左侧     |
| 一期 | 化工       | 16463       | 903           | 不適用                                 | 朝阳区        | 2014年12月28日 | 地下岛式站台   | 左侧     |
| 一期 | 南楼梓庄   | 17927       | 1464          | 不適用                                 | 朝阳区        | 2014年12月28日 | 地下岛式站台   | 左侧     |
| 一期 | 欢乐谷景区 | 18833       | 906           | 不適用                                 | 朝阳区        | 2014年12月28日 | 地下岛式站台   | 左侧     |
| 一期 | 垡头       | 20512       | 1679          | 不適用                                 | 朝阳区        | 2018年12月30日 | 地下岛式站台   | 左侧     |
| 一期 | 双合       | 21816       | 1304          | 不適用                                 | 朝阳区        | 2014年12月28日 | 地下双岛式站台 | 左侧     |
| 一期 | 焦化厂     | 22837       | 1021          | 不適用                                 | 朝阳区        | 2014年12月28日 | 地下侧式站台   | 左侧     |
| 二期 | 黄厂       | 24515       | 1678          | 不適用                                 | 朝阳区        | 2019年12月28日 | 地下岛式站台   | 左侧     |
| 二期 | 郎辛庄     | 26267       | 1752          | 不適用                                 | 朝阳区        | 2019年12月28日 | 地下岛式站台   | 左侧     |
| 二期 | 黑庄户     | 28784       | 2517          | 不適用                                 | 朝阳区        | 2019年12月28日 | 地下岛式站台   | 左侧     |
| 二期 | 万盛西     | 31745       | 2961          | 不適用                                 | 通州区        | 2019年12月28日 | 地下岛式站台   | 左侧     |
| 二期 | 万盛东     | 33855       | 2110          | 不適用                                 | 通州区        | 2019年12月28日 | 地下岛式站台   | 左侧     |
| 二期 | 群芳       | 35015       | 1160          | 不適用                                 | 通州区        | 2019年12月28日 | 地下岛式站台   | 左侧     |
| 二期 | 高楼金     | 36210       | 1195          | 不適用                                 | 通州区        | 2019年12月28日 | 地下双岛式站台 | 左侧     |
| 二期 | 花庄       | 37635       | 1425          | 八通线 施园站                          | 通州区        | 2019年12月28日 | 地下岛式站台   | 左侧     |
| 二期 | 环球度假区 | 39404       | 1769          | 八通线 M102线                          | 通州区        | 2021年8月26日  | 地下岛式站台   | 左侧     |
| 注释 |            |             |               |                                        |               |                |                |          |
| 1 斜体标示的车站尚未启用。 2 斜体标示的换乘尚未启用。 虚 持公共交通卡或使用北京公交APP的乘客在出站后30分钟内换乘可享受连续计费。持单程票的乘客，需要出站后重新购票。 |            |             |               |                                        |               |                |                |          |

## 使用车辆
北京地铁7号线列车（BDK01/05型）由北京地铁车辆装备生产，这是该公司首次完全独立设计制造地铁列车。
列车采用8节编组6动2拖B型地铁车辆，配车数量68列（BDK01型35列，BDK05型33列），最高运行速度80 km/h，最大载客能力2766人，以更强的运力适应7号线客流量大、乘客集中的线路状况。虽然此前中国的8节编组地铁均采用接触网供电，但是由于受到北京西站预留工程限制及車站高度所限，因此无法设置接触网，只能转而采用第三轨供电；轨道供电电压由一般的DC 750V提高到DC 1500V，与传统750V三轨受流相比，电流传输损耗大幅降低。
列车车头前端采用刨削式能量吸收装置，并设置紧急疏散门；车辆外观风格突破了一成不变的流线型，开辟了平面车头的先河，以京城宫殿的狮子门环为创作灵感，拥有鲜明的轮廓，蕴含着坚毅和果断，既低调又不失现代感。

### 列车编组
|                                                             |              | ←北京西站方向环球度假区方向→ |                 |          |          |          |          |                 |         |
| 车辆编号                                                    | 车辆编号     | 1                            | 2               | 3        | 4        | 5        | 6        | 7               | 8       |
| 集电靴                                                      | 集电靴       | 无                           | 有              | 有       | 有       | 有       | 有       | 有              | 无      |
| 形式区分                                                    | 车厢号       | 07 0**1                      | 07 0**2         | 07 0**3  | 07 0**4  | 07 0**5  | 07 0**6  | 07 0**7         | 07 0**8 |
| 形式区分                                                    | 车厢类型     | Tc                           | M0              | M3       | M1       | M2       | M3       | M0              | Tc      |
| 动力单元                                                    | 动力单元     | 单元1                        | 单元1           | 单元1    | 单元1    | 单元2    | 单元2    | 单元2           | 单元2   |
| 安装机器设备                                                | 安装机器设备 | SIV (L)                      | VVVF (R) CP (L) | VVVF (R) | VVVF (R) | VVVF (L) | VVVF (L) | VVVF (L) CP (R) | SIV (R) |
| 车辆重量                                                    | 车辆重量     | 30.0 t                       | 35.0 t          | 33.0 t   | 33.0 t   | 33.0 t   | 33.0 t   | 35.0 t          | 30.0 t  |
| 额定载客量                                                  | 额定载客量   | 226人                        | 254人           | 254人    | 254人    | 254人    | 254人    | 254人           | 226人   |
| 极限载客量                                                  | 极限载客量   | 345人                        | 346人           | 346人    | 346人    | 346人    | 346人    | 346人           | 345人   |
| VVVF：牵引逆变器装置；SIV：辅助电源装置；CP：电动空气压缩机 |              |                              |                 |          |          |          |          |                 |         |

### 列车图片

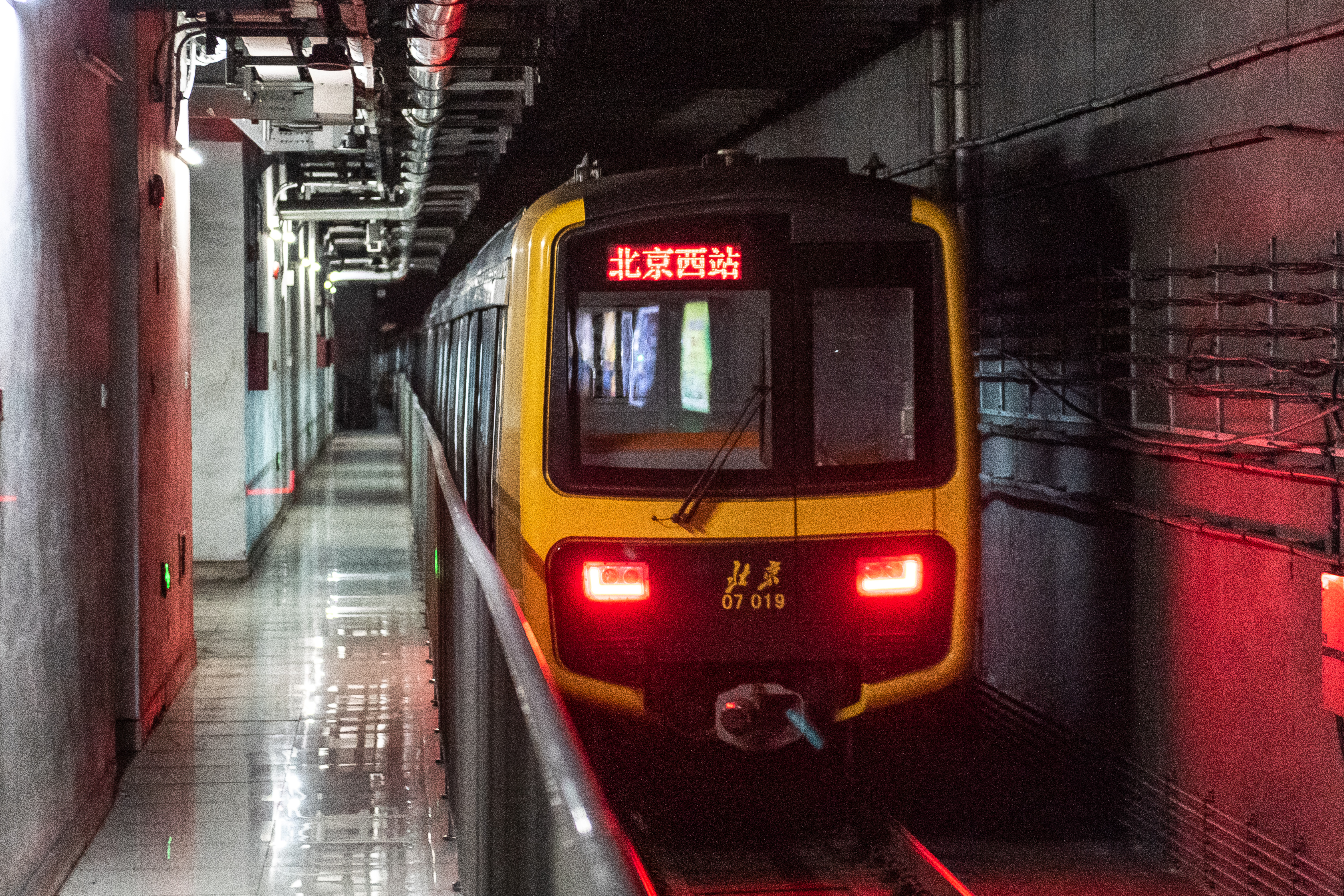
BDK01型07 019号车组驶出菜市口站（2021年1月）
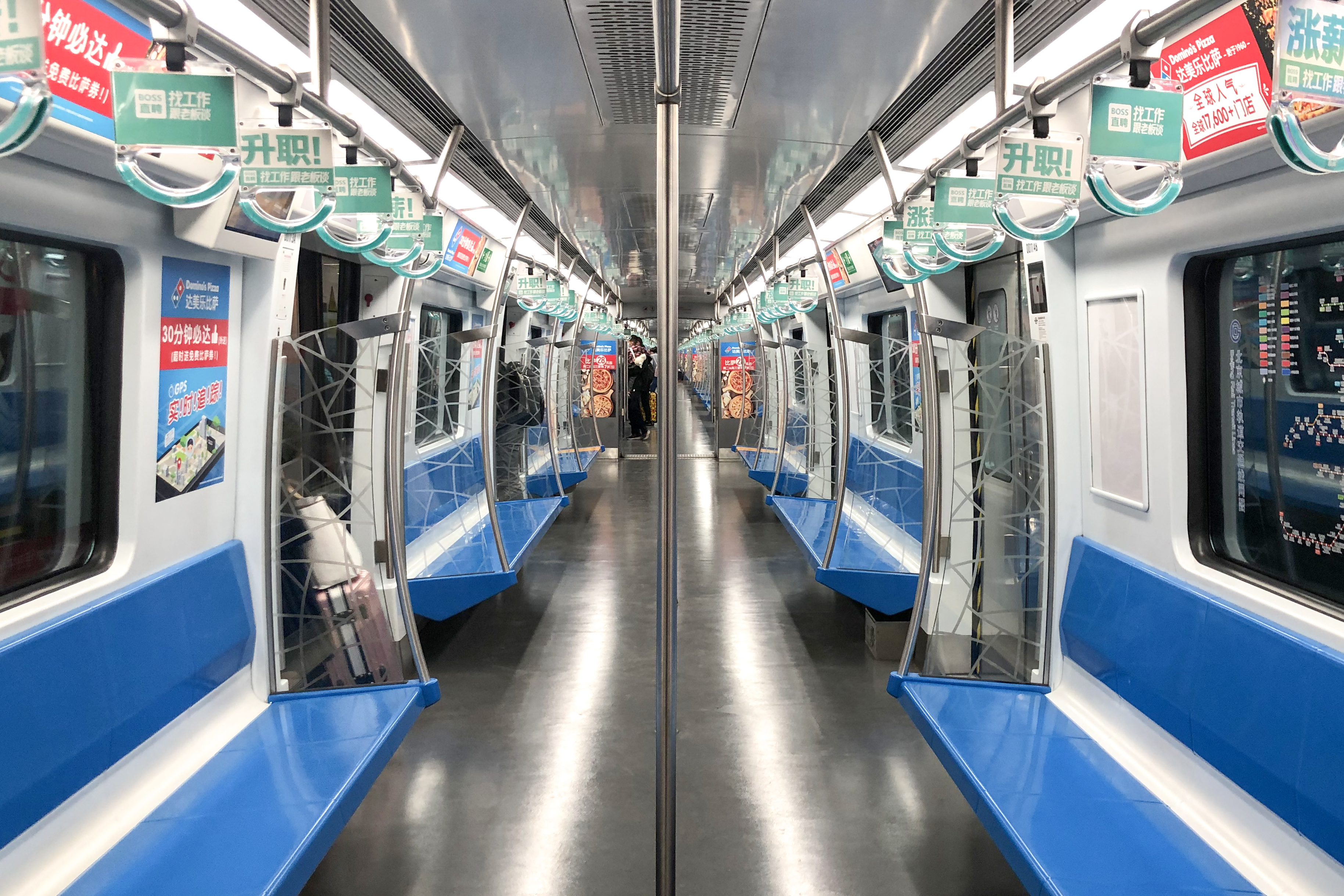
BDK01型列车客室内部（2021年5月）
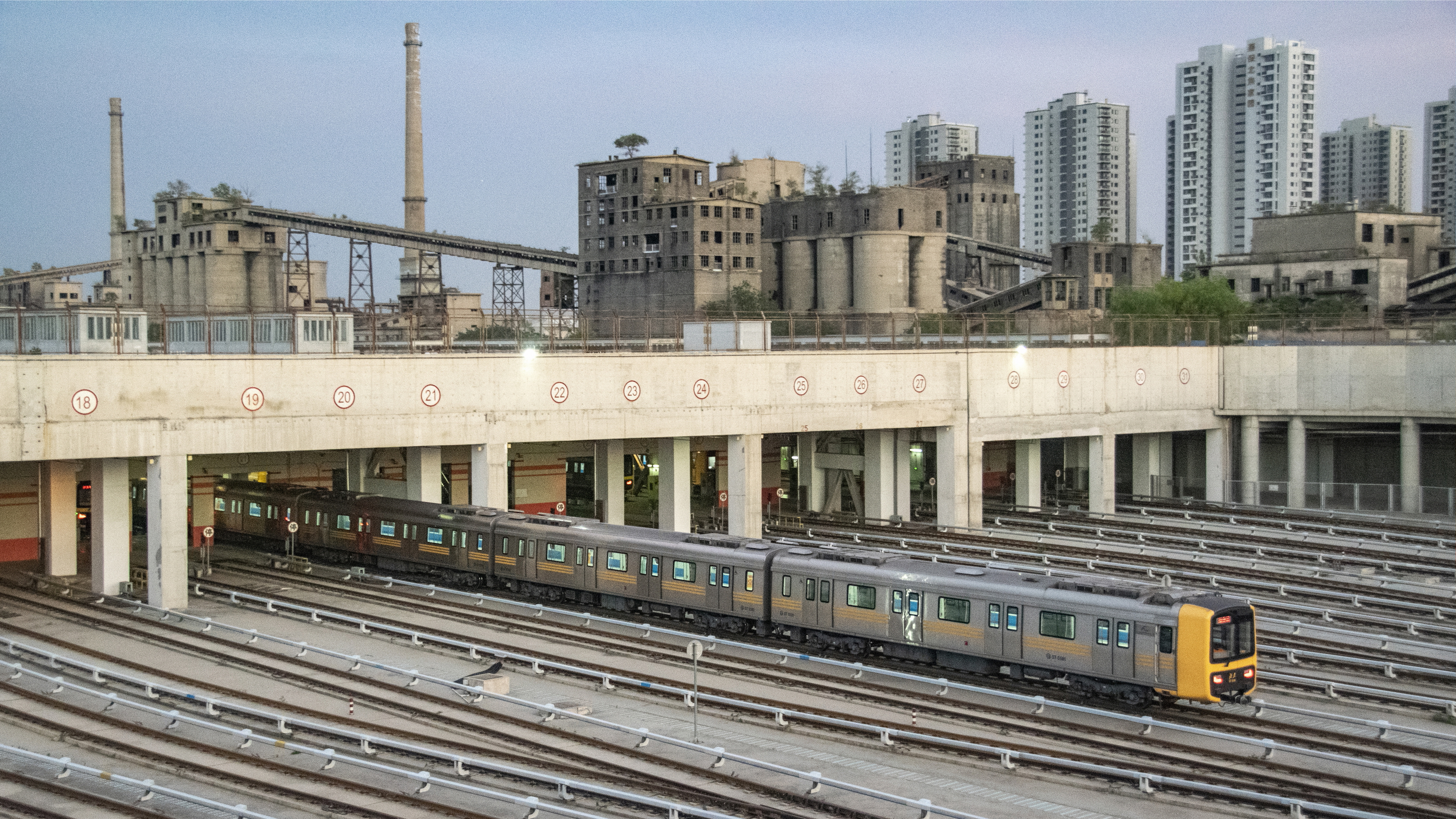
BDK05型07 058号车组驶入焦化厂车辆段21道（2021年6月）
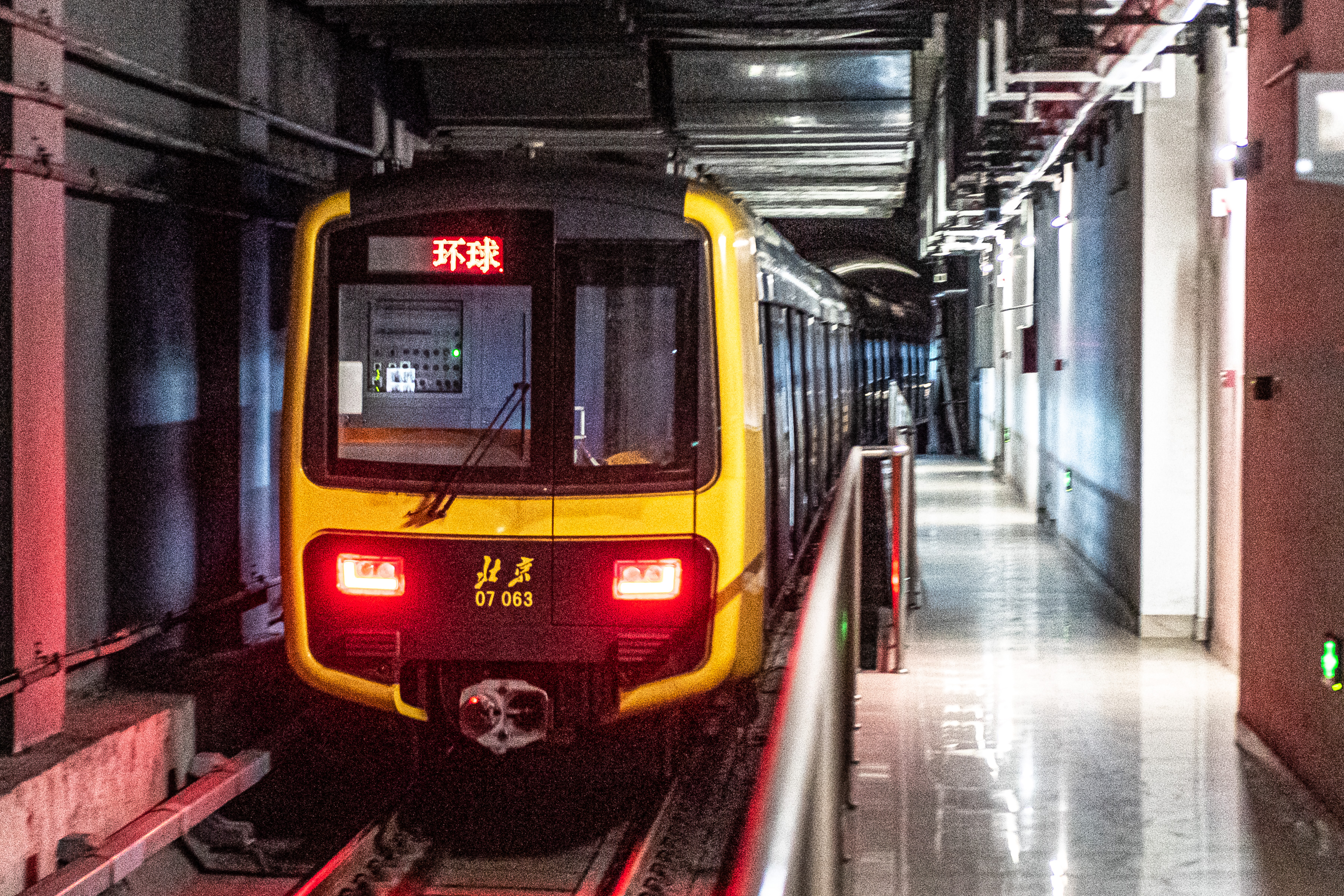
BDK05型07 063号车组驶出湾子站（2022年2月）
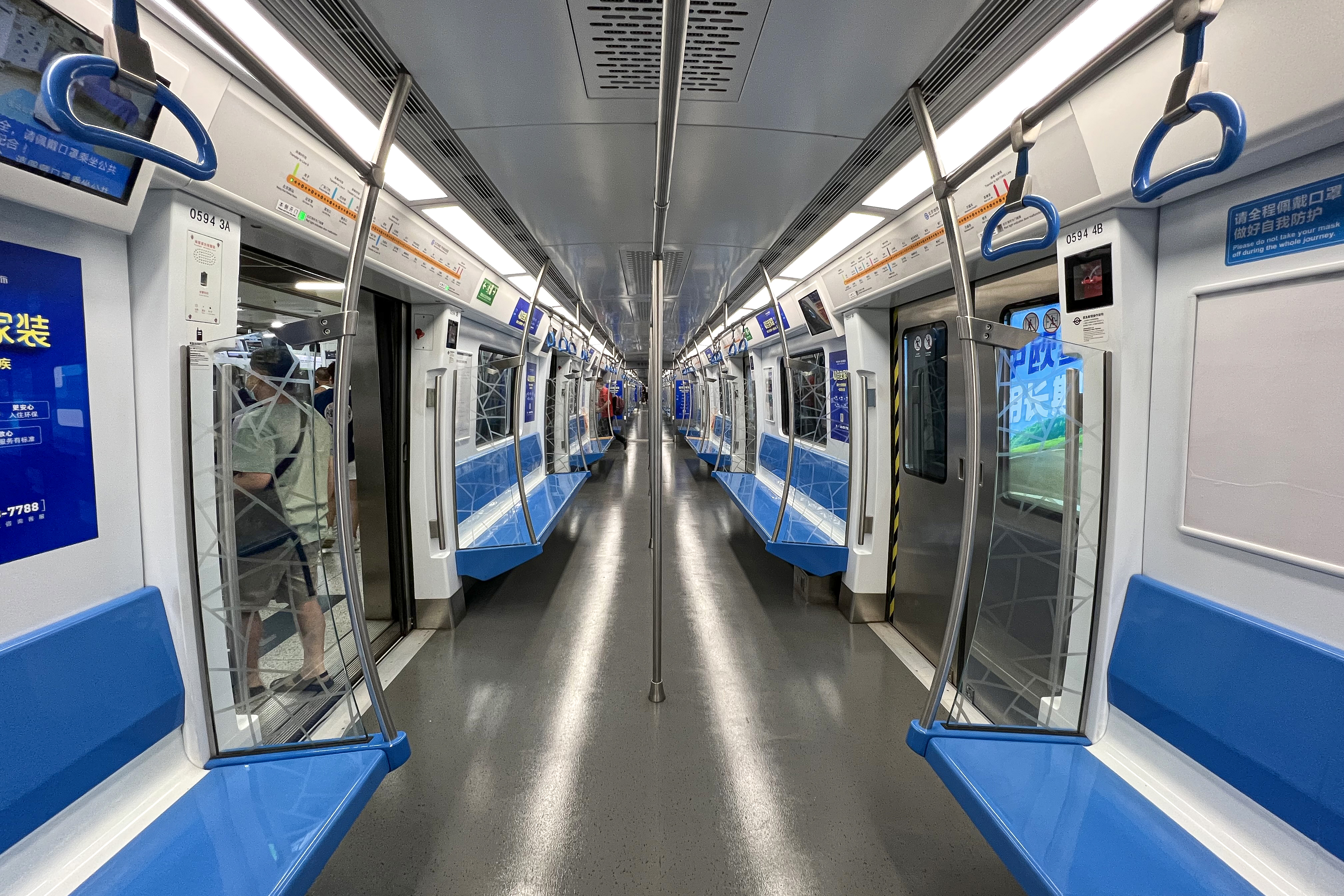
BDK05型列车客室内部（2022年7月）